# Delphine Horvilleur
Delphine Horvilleur   (Nancy, 8 de novembre de 1974) és una rabina francesa del Moviment jueu liberal de França (MJLF). És considerada la veu més sentida en el judaisme liberal a França. Periodista de formació, des del 2009 dirigeix la revista Tenou’a - Atelier de pensée(s) juive(s). És una activa feminista i defensa una lectura oberta dels textos religiosos així com la paritat de l'accés al culte.

## Biografia
Va néixer a Nancy i va créixer a Epernay. El seu pare és metge i la seva mare professora d'economia. Els seus avis paterns són originaris d'Alsàcia-Lorena i els materns dels Carpats, supervivents de camps de concentració on van perdre cònjuges i fills que varen emigrar a França.
Un dels seus primers mestres de judaisme va ser Haïm Korsia, qui era rabí de Reims quan era petita.
Horvilleur inicia estudis de medicina a la Universitat hebrea de Jerusalem, sense acabar-los, període en el qual també treballa com a model. A Jerusalem, explica en una entrevista, estava relacionada amb el moviment d'esquerres i va quedar especialment impactada per l'assassinat de Yitshaq Rabín. Va estudiar hebreu i àrab.
Va tornar a París on va estudiar periodisme al CELSA. Va ser becària del diari Liberation abans de tornar a Israel l'any 2000 per treballar a la corresponsalia de France 2, on romandrà tres anys. És també el moment de l'inici de la segona intifada. El 2003 es trasllada a Nova York per estudiar el Talmud perquè a França no s'admetien dones en aquests estudis. Col·labora en aquest període de formació de 5 anys amb la Ràdio de la Comunitat Jueva (RCJ) (2003-2008), com a corresponsal a Nova York.
S'incorpora al seminari rabínic del moviment de reforma Hebrew Union College a Nova York. Al maig de 2008, als 33 anys, rep la seva ordenació rabínica (semikha) i és rabina del Moviment jueu liberal de França al Centre de Beaugrenelle, a París.

## Publicacions
- Viure amb els nostres morts, Editorial Columna, 2022[6]
- Reflexiones sobre la cuestión antisemita, Libros del Zorzal, 2023[7]
- Madres, hijos y rabinos, Libros del Asteroide, 2024[8]